# Autographa vaureum
Autographa vaureum är en fjärilsart som beskrevs av Achille Guenée 1852. Autographa vaureum ingår i släktet Autographa och familjen nattflyn. Inga underarter finns listade i Catalogue of Life.